# Felipe Boero
Felipe Boero (Buenos Aires, 1 de mayo de 1884 - Buenos Aires, 9 de agosto de 1958), fue un compositor y docente argentino. Su obra más famosa es la ópera El Matrero. Fue además un destacado trabajador en el área de política educativa.

## Biografía
Felipe Santiago Boero nació en Buenos Aires el 1 de mayo de 1884 y murió en la misma ciudad el 9 de agosto de 1958. Estudió piano desde temprana edad y fue alumno de Pablo Beruti en composición. En 1902 egresó de la Escuela Normal de Profesores "Mariano Acosta" de su ciudad natal como Maestro Normal Nacional.
En 1912 ganó el "Gran Premio Europa", una beca para cursar estudios en el Conservatorio de París, donde fue alumno de Paul Vidal. El comienzo de la Primera Guerra Mundial lo obligó a regresar a la Argentina antes de completar sus estudios. En 1915 fue fundador, junto con José André, Ricardo Rodríguez y Josué Teófilo Wilkes (también ganadores del mismo premio) la Sociedad Nacional de Música, que hoy lleva el nombre de Asociación Argentina de Compositores.
Ejerció la docencia en diversas instituciones de nivel primario, secundario y terciario, fue director del colegio "Juan Martín de Pueyrredón" e inspector del Consejo Nacional de Educación. En 1934 tuvo a su cargo la tarea de crear y dirigir coros populares integrados por alumnos de las escuelas primarias para adultos. En 1938 llegó a ser miembro de la Comisión Nacional de Bellas Artes.

## Obras

### Óperas
- Tucumán (1914), con libreto de Leopoldo Díaz. Compuesta para celebrar el centenario de la declaración de la Independencia de la Argentina en 1816, recuerda la Batalla de Tucumán, en 1812, en la cual las fuerzas del Ejército del Norte bajo el mando de Manuel Belgrano derrotaron a las tropas españolas de Pío Tristán. La obra contiene elementos del repertorio musical popular argentino y del lenguaje nacional.

- Ariadna y Dionisos (1916) con libreto de Leopoldo Díaz. Su argumento es el mito clásico de la heroína traicionada por Teseo.

- Raquela (1918) con libreto de Víctor Mercante. Relata un drama amoroso rural. Emplea danzas, ritmos y melodías argentinas. La instrumentación incluye 5 guitarras en la orquesta y 9 guitarras en la escena.

- Siripo (1924) con libreto de Luis Bayón Herrera, sobre la tragedia de Manuel de Lavardén. Trata del amor del cacique Siripo  por la española Lucía Miranda en el fuerte de Sancti Spiritu  y de las guerras y traiciones entre americanos y europeos durante el siglo XVI.

- El Matrero (1925) sobre un drama del uruguayo Yamandú Rodríguez. Cuenta la historia de un gaucho rebelde -matrero- que finge ser un cantor errante para ganar el amor de una mujer, Pontezuela, quien lo rechaza por estar enamorada del rebelde, aún sin conocerlo.

- Zincalí (1933). Sobre un texto de Arturo Capdevila. Trata del misterio de los gitanos en el mundo.

Todas sus óperas fueron estrenadas en el Teatro Colón de la ciudad de Buenos Aires.

### Música incidental
- El inglés de los güesos (1938).

- Las Bacantes (1925).

- Mariquita Thompson (ca. 1930-1936)

- Para la noche de Noel (ca. 1921-1940)

### Música sinfónica
- Camino solitario

- Carnaval en la sierra (1935).

- Chacarera mendocina

- Crepúsculo pampeano

- El Caramba

- El gato porfiado (1935)

- El inglés de los güesos (1936)

- El Lacar, poema sinfónico.

- El Matrero, suite sinfónica (ca. 1925-1930)

- El Porfiado (1935)

- Escenas Argentinas (1912)

- Flores de Cardón

- Funeral Coya (ca. 1940-1950)

- Lluvia en el Campo (1929)

- Madrugada en la Pampa (1918) (Preludio de su ópera Raquela)

- Misa Chico

- Preludio

- Suite Argentina (ca. 1920-1930)

- Suite de Danzas Argentinas (ca. 1920-1930)

- Tres Danzas Argentinas

- Vidala de Carnaval (1935)

- Vidala Riojana

- Vidalita (1935)

- Zamba de Rosarito

Felipe Boero escribió además numerosas obras instrumentales y vocales.